# Mistrzostwa Świata w Piłce Nożnej 2014 (eliminacje strefy CAF)/Grupa I

## Tabela
| Lp. | Drużyna                       | M | Mecze | Mecze | Mecze | Bramki | Bramki | Bramki | Pkt |
| Lp. | Drużyna                       | M | W     | R     | P     | +      | −      | +/−    | Pkt |
| --- | ----------------------------- | - | ----- | ----- | ----- | ------ | ------ | ------ | --- |
| 1.  | Kamerun                       | 6 | 4     | 1     | 1     | 8      | 3      | +5     | 13  |
| 2.  | Libia                         | 6 | 2     | 3     | 1     | 5      | 3      | +2     | 9   |
| 3.  | Demokratyczna Republika Konga | 6 | 1     | 3     | 2     | 3      | 3      | 0      | 6   |
| 4.  | Togo                          | 6 | 1     | 1     | 4     | 4      | 11     | −7     | 4   |

## Mecze
Czas:CET
| 2 czerwca 2012 16:30 | Kamerun · Choupo-Moting 55' (k) | 1:0(0:0) | Demokratyczna Republika Konga | Stade Omnisports, Jaunde Widzów: 10,000 Sędzia: Daniel Bennett |
|                      |                                 |          |                               |                                                                |

| 3 czerwca 2012 17:30 | Togo · Damessi 8' | 1:1(1:1) | Libia · 15' Ahmed Zuway | Stade de Kégué, Lomé Widzów: 15,000 Sędzia: Koman Coulibaly |
|                      |                   |          |                         |                                                             |

| 10 czerwca 2012 16:30 | Demokratyczna Republika Konga · Mputu 23' · Mbokani 81' | 2:0(1:0) | Togo | Stade des Martyrs, Kinszasa Widzów: 50,000 Sędzia: Mohamed Farouk |
|                       |                                                         |          |      |                                                                   |

| 10 czerwca 2012 18:00 | Libia · Ahmed Zuway 8' · Snousi 90+3' | 2:1(1:1) | Kamerun · 16' Choupo-Moting | Stade Taïeb Mhiri, Safakis (Tunezja) Widzów: 1,000 Sędzia: Mensur Maeruf |
|                       |                                       |          |                             |                                                                          |

| 23 marca 2013 15:30 | Kamerun · Eto’o 42' (k), 82' | 2:1(1:1) | Togo · 45+2' Wome | Stade Omnisports, Jaunde Widzów: 30,000 Sędzia: Djamel Haimoudi |
|                     |                              |          |                   |                                                                 |

| 23 marca 2013 15:30 | Demokratyczna Republika Konga | 0:0(0:0) | Libia | Stade des Martyrs, Kinszasa Widzów: 53,500 Sędzia: William Agbovi |
|                     |                               |          |       |                                                                   |

| 7 czerwca 2013 17:30 | Libia | 0:0(0:0) | Demokratyczna Republika Konga | Stadion 11 Czerwca, Trypolis Widzów: 35,000 Sędzia: Joshua Bondo |
|                      |       |          |                               |                                                                  |

| 9 czerwca 2013 17:30 | Togo | 0:3 wo. | Kamerun | Stade de Kégué, Lomé Widzów: 20,000 Sędzia: Rajindraparsad Seechurn |
|                      |      |         |         |                                                                     |

- FIFA przyznała walkower na korzyść Kamerunu, gdyż w ekipie Togo wystąpił nieuprawniony zawodnik Alaixys Romao. Początkowo mecz zakończył się wynikiem 2-0[1].

| 14 czerwca 2013 18:00 | Libia · Faisal Saleh 7' (k) · Amewou 18' (sam.) | 2:0(2:0) | Togo | Stadion 11 Czerwca, Trypolis Widzów: 40,000 Sędzia: Mohamed Benouza |
|                       |                                                 |          |      |                                                                     |

| 16 czerwca 2013 16:30 | Demokratyczna Republika Konga | 0:0(0:0) | Kamerun | Stade des Martyrs, Kinszasa Widzów: 80,000 Sędzia: Badara Diatta |
|                       |                               |          |         |                                                                  |

| 8 września 2013 16:30 | Kamerun · Chedjou 42' | 1:0(1:0) | Libia | Stade Omnisports, Jaunde Widzów: 35,000 Sędzia: Bouchaib El Aahrach |
|                       |                       |          |       |                                                                     |

| 8 września 2013 17:30 | Togo · Atakora 35' · Aloenouvo 90+2' | 2:1(1:0) | Demokratyczna Republika Konga · 81' Ebunga | Stade de Kégué, Lomé Widzów: 16,000 Sędzia: Doué Noumandiez |
|                       |                                      |          |                                            |                                                             |